# T-35 (航空機・チリ)
T-35 ピラン
スペイン空軍のT-35（E.26 タミズ）
- 用途：練習機
- 設計者：パイパー・エアクラフト
- 製造者：エナエル（英語版）
- 運用者： チリ（チリ空軍）他
- 初飛行：1981年3月6日
- 生産数：154機
- 運用状況：現役

エナエル T-35 ピラン（スペイン語:ENAER T-35 Pillán）は、チリのエナエルによって生産されたレシプロ練習機。ピランとは悪魔の意。

## 概要
チリ空軍が運用していたT-41およびT-34の後継としてパイパー・エアクラフトに開発を依頼した練習機であり、同社の軽飛行機でエナエルがライセンス生産も行っていたPA-28 チェロキーシリーズをベースにタンデム複座化したものである。胴体は拡大モデルであるPA-32R サラトガのものをベースにしており、曲技飛行ができるように構造を強化したチェロキー・アローの主翼を組み合わせている。
試作型PA-28R-300の1号機XBTは1981年始めに初飛行し、2号機YBTも同年後半に初飛行した。その後エナエルでの製造が始まり、翌年7月からT-35の名称でチリ空軍への配備が開始された。当初はパイパーが供給したキットによって製造されていたが、次第に国産化率が高められていった。中南米諸国を中心に輸出もされ、スペイン空軍でもE.26 タミズ（Tamiz）の名称で採用されCASAが機体の組み立てを行った。
後にエンジンをターボプロップ化したモデルも試作されたが、量産には至らなかった。

## 採用国
チリ
 ドミニカ共和国
2024年時点で、ドミニカ共和国空軍が4機のT-35Bを保有。
 エクアドル
2024年時点で、エクアドル海軍が3機のT-35Bを保有。
 エルサルバドル
2024年時点で、エルサルバドル空軍が3機のT-35を保有。
 グアテマラ
 パナマ
 パラグアイ
2024年時点で、パラグアイ空軍が6機のT-35A、3機のT-35Bを保有。
 スペイン

## 要目
- 乗員：2名
- 全長：7.97 m
- 全幅：8.81 m
- 全高：2.34 m
- 翼面積：13.64 m2
- 空虚重量：929 kg
- 最大離陸重量：1,387 kg
- エンジン：ライカミング AEIO-540-K1K5 水平対向エンジン(300馬力) × 1
- 最大速度：311 km/h（海面高度）
- 航続距離：1,269 km（出力75%、燃料余裕なし）
- 実用上昇限度：5,820 m